# 唐纳德·约翰逊
唐纳德·约翰逊（英語：Donald Johnson，1968年9月9日—），生于宾夕法尼亚州伯利恒，美国男子网球运动员。他曾获得温布尔登网球锦标赛男子双打冠军、混合双打冠军。